# 1965 en dadaïsme et surréalisme
Pour l'année, voir 1965.
 Chronologie de dada et du surréalisme 
- 1961
- 1962
- 1963
- 1964
- 1965
- 1966
- 1967
- 1968
- 1969

Cet article présente les faits marquants de l'année 1965 en dadaïsme et surréalisme.

## Éphémérides

### Juin
- 25 juin
Michel Sanouillet soutient sa thèse Dada à Paris (publiée chez Jean-Jacques Pauvert) à la Sorbonne devant Marcel Duchamp, Man Ray et Philippe Soupault. Il reçoit les félicitations du jury à l'unanimité et les sarcasmes de lettristes venus perturber la séance[1].

### Octobre
- 15 octobre
André Breton, Le Surréalisme et la peinture, nouvelle édition revue et corrigée, aux éditions Gallimard[2].

### Novembre
- Dans le journal Paris-Match, André Breton réfute la version de Françoise Gilot qu'elle a donné de la dernière rencontre avec Picasso en 1946 : « ... et je n'ai jamais refusé de lui serrer la main non plus qu'hésité à le faire. »[3]

### Décembre
- 7 décembre
Vernissage de la XIe exposition internationale du surréalisme intitulée L'Écart absolu, en hommage au socialiste utopiste Charles Fourier, à Paris, galerie de la revue L'Œil[4]. À cette occasion, il est distribué le tract Tranchons-en qui proteste contre : « l'effritement vertigineux des notions morales les plus élémentaires [et] le rabais généralisé de la culture. »[5]
  - Création collective du Désordinateur : armoire anthropomorphe munie d'une vitre sans tain et de boutons sur lesquels le visiteur était invité à appuyer éclairant ainsi un objet correspondant à un texte du catalogue[6],[7].

### Cette année-là
- Ruth Henry fait paraître en Allemagne la première anthologie de textes surréalistes traduits par ses soins[8].

### Œuvres
- Gilles Aillaud, Eduardo Arroyo & Antonio Recalcati
  - Vivre et laisser mourir ou la fin tragique de Marcel Duchamp, huile sur toile, composition de huit tableaux qui suscitent une déclaration hostile du groupe surréaliste parisien Troisième degré de la peinture[9].
- Robert Benayoun
  - Érotique du surréalisme, essai aux éditions Jean-Jacques Pauvert
- Jean Benoît
  - Le Bouledogue de Maldoror, sculpture en cuir[10]
  - Le Nécrophile, costume[11]
- Bona
  - Le Gardien du seuil, huile sur toile[12]
- Victor Brauner
  - L'Athanor, huile sur toile[réf. nécessaire]
  - La Mère des mythes, huile sur toile sur panneau de bois découpée, à la forme grossière d'un animal[13]
- André Breton
  - Le Surréalisme et la peinture, nouvelle édition avec jaquette décorée d'une reproduction du tableau de Yves Laloy, Les Petits pois sont verts... les petits poissons rouges..., achevé d'imprimé le 15 octobre[14]
- Gabriel Der Kervokian
  - Devine ou je te rends fou, huile sur toile[15]
- Níkos Engonópoulos
  - Scène amoureuse d'épopée grecque, huile sur toile[16]
- Max Ernst
  - Harpe éolienne : première pensée, tableau-objet[17]
- Jane Graverol
  - Quelque chose du cœur, acrylique sur panneau Isorel[18]
  - Le Mépris, peinture[19]
- Giovanna
  - La Carte absolue[20]
- Yves Laloy
  - Les Petits pois sont verts… les petits poissons rouges…, huile sur toile[21]. Cette peinture illustre la jaquette de l'ouvrage de Breton, Le Surréalisme et la peinture.
- René Magritte
  - L'Homme et la forêt, huile sur toile[22]
- Joyce Mansour
  - Carré blanc, poèmes[23]
- Marie-Laure de Noailles
  - Fécondité, huile sur toile. « Je serai toujours cette absurdité qu'on appelle « une femme du monde ». »[24]
- Man Ray
  - Ma bête noire et ma boîte noire (peintures naturelles), acrylique sur masonite, boîte en bois[25]
- Ugo Sterpini
  - Fauteuil à la main armée, bronze[26]
- Dorothea Tanning
  - Femme dans une plume, stylo-bille bleu sur papier sous passe-partout[27]